# Cirolana tuberculata
Cirolana tuberculata är en kräftdjursart som först beskrevs av Richardson 1910.  Cirolana tuberculata ingår i släktet Cirolana och familjen Cirolanidae. Inga underarter finns listade i Catalogue of Life.